# Stansly Maponga
Stansly Maponga Sr. (* 5. März 1991 in Harare) ist ein simbabwischer American-Football-Spieler auf der Position des Defensive Ends. Er spielte für die Atlanta Falcons und die New York Giants in der National Football League (NFL). Aktuell spielt er bei den Seattle Dragons in der neugegründeten XFL.

## Frühe Jahre
Maponga ging in Carrollton auf die Highschool. Später besuchte er die Texas Christian University.

## NFL

### Atlanta Falcons
Maponga wurde von den Atlanta Falcons im NFL-Draft 2013 in der fünften Runde an 153. Stelle ausgewählt. Am 18. September 2014 im Spiel gegen die Tampa Bay Buccaneers erzielte er seinen ersten und einzigen Sack in der NFL. Am 5. September 2015 wurde er noch vor der Saison entlassen. Am 7. September 2015 wurde er von den Falcons im Practice Squad aufgenommen.

### New York Giants
Am 12. Dezember 2015 wurde er von den New York Giants verpflichtet. Am 2. September 2017 wurde er noch vor der Saison entlassen.

### Dallas Cowboys
Am 25. Oktober 2017 wurde er von den Dallas Cowboys im Practice Squad aufgenommen. Am 2. November 2017 wurde er wieder entlassen.

### Denver Broncos
Am 21. November 2017 unterschrieb er einen Vertrag bei den Denver Broncos. Hier kam er im Practice Squad unter. Am 13. August 2018 wurde er entlassen.

## XFL
Seit 2020 spielt er in der neugegründeten XFL für die Seattle Dragons.